# Mr. Baseball
Mr. Baseball (Um Peixe Fora d'Água BR / De Olhos em Bico PT) é um filme estadunidense de 1992, do gênero comédia, e dirigido por Fred Schepisi.

## Sinopse
Jack Elliot é um veterano jogador estadunidense de beisebol que é posto em troca pelo New York Yankees em preferência de um jogador mais jovem, e só há um comprador: o Nagoya Chunichi Dragons, da Nippon Professional Baseball (Japão).
Logo de cara, o arrogante Elliot colide com a cultura japonesa, e logo aliena seus colegas de time. Ele acredita que as regras e estilo de comando do seu novo treinador, Uchiyama, são ridículos e continua fazendo as coisas a seu jeito, o que leva seu já minguante desempenho a cair ainda mais. Seu único aliado na equipe é outro jogador americano, Max "Hammer" Dubois, mas até ele está cheio da atitude de Jack e sua falta de respeito ao jogo e sua equipe.
Ao mesmo tempo, Elliot desenvolve um relacionamento com a linda Hiroko, que ele depois descobre ser a filha de Uchiyama.
Após muitas desavenças, Elliot é suspenso. Ele depois tem de engolir seu orgulho e admitir suas deficiências. Em uma demonstração rara de humildade, ele pede desculpas à equipe, que se reune em volta dele e lhe ensina o valor de espírito esportivo e respeito ao trabalho duro. Uchiyama começa a trabalhar com Elliot na melhoria de seu jogo. O revigorado entusiasmo de Jack Elliot é contagiante, e os medíocres Dragons tornam-se concorrentes ao título da Liga Central. Com o tempo, Elliot tem a oportunidade de quebrar o recorde de Uchiyama de sete jogos consecutivos com um home run. O seu recém-descoberto respeito pelo jogo de equipe fica evidente em um jogo crucial contra o Yomiuri Giants. Com a potencial corrida da vitória na terceira base, Uchiyama diz-lhe para bater longe, sabendo que um home run quebraria o seu recorde. Mas Elliot vê que o campo interno dos Giants está jogando em profundidade e vai para o bunt. Os Giants são pegos desprevenidos e o squeeze suicida dá certo.

## Elenco
- Tom Selleck .... Jack Elliot
- Ken Takakura .... Uchiyama, Dragon's Manager
- Aya Takanashi .... Hiroko Uchiyama
- Dennis Haysbert .... Max 'Hammer' Dubois
- Toshi Shioya .... Yoji Nishimura
- Kosuke Toyohara .... Toshi Yamashita
- Toshizo Fujiwara .... Ryoh Mukai
- Mak Takano .... Shinji Igarashi
- Kenji Morinaga .... Hiroshi Kurosawa
- Joh Nishimura .... Tomophiko Ohmie